# Phloeophila dasyglossa
Phloeophila dasyglossa är en orkidéart som först beskrevs av Carlyle August Luer och Rodrigo Escobar, och fick sitt nu gällande namn av Alec M. Pridgeon och Mark W. Chase. Phloeophila dasyglossa ingår i släktet Phloeophila och familjen orkidéer. Inga underarter finns listade i Catalogue of Life.